# Jakub Zeman
Jakub Zeman (* 24. června 1975, Praha) je český japanolog, spisovatel, překladatel, emeritní kurátor asijských sbírek Národní galerie, dlouholetý člen Česko-japonské společnosti, Společnosti pro studium japonského meče (Nihontó kenkjúkai) a jeden ze zakládajících členů Czech tó-ken kai (České společnosti japonského meče). Jeho hlavní specializací jsou japonské meče, mečové záštity tsuba, necuke a japonské užité umění. Byl kurátorem řady výstav a k tématu japonské kultury hojně publikuje a přednáší. Je členem znalecké komise Asociace starožitníků, obor Asijské umění, k tomuto tématu přednáší na Rudolfinské akademii. V roce 2023 navázal spolupráci s českou značkou Angry Beards.
Kromě problematiky japonských mečů a jejich příslušenství se věnuje psaní haiku a workshopům jejich tvůrčího psaní, bojovým uměním a čajové kultuře. Vede dódžó Hakuzan – 白山 v Praze, kde vyučuje vlastní styl Happó rjú. Má 4. dan Dai stylu Nippon Toyama rjú hozon kai. Od roku 2018 je rytířem Řádu orla Gruzie (dynastický záslužný řád Bagrationů), od roku 2019 člen Královské akademie sv. Ambrože a roku 2021 obdržel od pretendenta gruzínského trůnu, prince Davida Bagration Mukhrani baronát .
V rámci Řádu orla Gruzie pravidelně pořádá turnaj šermu a bojových umění Bagration Cup.

## Dódžó Hakuzan
Roku 1994 založil v Praze dódžó Hakuzan (山). V současnosti Zeman vyučuje vlastní styl Happó rjú, vycházejíci z technik Toyama rjú.
Název stylu je odvozen od sestavy stylu Toyama rjú Happó nuki, obsahující všechny univerzální principy práce s mečem, které byly aplikovány i do umění šurikenu. Podstatou většiny technik jsou principy stylu Toyama rjú 戸山流 nejvíce vycházející z linie Morinaga – ha 森永派. Obsahuje i techniky šihógiri – sek do všech 4 stran.
Dódžó Hakuzan často participuje na akcích zabývajících se tradiční japonskou kulturu a pořádá turnaje (taikai) ve volném šermu Gekiken a zkoušce seku tamešigiri i s mezinárodní účastí.

## Řády a ocenění
- 2018 – rytíř Řádu orla Gruzie (dynastický záslužný řád Bagrationů)
- 2019 – člen Královské akademie sv. Ambrože
- 2021 – obdržení baronátu od pretendenta gruzínského trůnu, prince Davida Bagration Mukhrani

## Mediální činnost
S redaktorem časopisu Reflex Martinem Bartkovským, spoluautor řady YouTube podcastů Reflex – Český samuraj a Den v kůži samuraje.
S šestinásobným mistrem světa ve vrhání nožem Adamem Čeladínem YouTube série Lords of the blades,
- Reflex – Český samuraj
- Reflex – Den v kůži samuraje
- Adam Čeladín – Lords of the blades

## Články
- Fighter´s magazín 2006/3–4 Džute
- Fighter´s magazín 2006/5–6 Tantó
- Fighter´s magazín 2006/5–6 Yakuza
- Fighter´s magazín 2006/7–8 Hibuki – japonské tajné zbraně
- Fighter´s magazín 2007/3–4 K1 legenda Fujimoto v Praze
- Fighter´s magazín 2007/3–4 Iaitó nebo šinken
- Fighter´s magazín 2006/9–10 Návštěva japonského mistra Ičiró Macuba Kunimasa
- Fighter´s magazín 2006/9–10 Tamešigiri
- 100+1 zahraniční zajímavost Hibuki
- Fighter´s magazín 2007/1–2 Wakizaši
- Fighter´s magazín 2007/9–10 Kaiguntó a šinguntó
- Fighter´s magazín 2007/11–12 Macuba Ičiró
- Fighter´s magazín 2008/2 Japonský meč – jak rozpoznat originál od repliky
- Fighter´s magazín 2011/1–2 Nakagawa sensei – návštěva v Čechách
- Fighter´s magazín 2012/1 Šidókai a Nakagawa sensei
- Fighter´s magazín 2012/3–4 Nodači, japonské obří meče
- Fighter´s magazín 2012/5–6 Postřehy z Japonska v čase sakur
- Fighter´s magazín 2012/9 Tamešigiri taikai
- Fighter´s magazín 2012/11 Fukuda Šúiči sensei
- Fighter´s magazín 2013/5 Výběr japonského meče
- Forbes 2013/listopad Kdo koupí čínskou Monu Lisu
- Literární noviny 2013/49 Pražské léto čínského malíře
- Literární noviny 2013/49 Výbušný porcelán
- Fighter´s magazín 2014/11 Duše meče v Hodoníně
- Fighter´s magazín 2015/3 Odkaz Yamada Nagamasy, setkání japonského meče a muay boran
- Fighter´s magazín 2015/7, Tamešigiri v Japonsku
- Fighter´s magazín 2016/11, Kolik toho opravdu vydržela středověká zbroj?
- Fighter´s magazín 2017/7, Japonský středověk kráčel Prahou.Už podruhé
- Fighter´s magazín 2019/1 Japonský meč a etiketa
- Fighters´s magazín 2019/9 Japonské kopí yari
- Fighters´s magazín 2020/3 Džutte, japonský středověký zatýkací prostředek
- Fighter´s magazín 2021/5 Japonský meč, mýty a realita
- Asiaskop 13.9.2021 Tradice autorit v Číně a Japonsku
- Asiaskop 11.7. 2022 Historie japonských politických atentátů a důsledky toho posledního

### Překlady
- Tak pravil Lao-Ć, Pragma, Praha 2011
- Telč – mači to šúhen (japonština),Dobrý důvod,Telč 2007